# Julio Jones
Quintorris Lopez Jones, detto Julio (Foley, 3 febbraio 1989), è un ex giocatore di football americano statunitense che ha militato nel ruolo di wide receiver nella National Football League (NFL). Fu scelto come sesto assoluto dagli Atlanta Falcons nel Draft NFL 2011. Al college giocò a football ad Alabama dove vinse il titolo nazionale nel 2009.

## Carriera professionistica

### Atlanta Falcons

#### Stagione 2011
I Falcons scambiarono cinque scelte con Cleveland Browns per essere nella posizione di scegliere Jones nel Draft 2011. Jones segnò il suo primo touchdown nella NFL durante la settimana 9 della stagione 2011 contro gli Indianapolis Colts. Terminò la stagione guidando tutti i rookie nei touchdown ricevuti con 8, mentre con 54 ricezioni per 959 yard di classificò secondo in queste categorie tra i rookie, dietro A.J. Green. I Falcons chiusero, anche grazie al suo apporto, con un record di 10-6 classificandosi come wild card ai playoff, dove vennero eliminati subito dai New York Giants 24-2, segnando gli unici due punti grazie ad una safety.

#### Stagione 2012

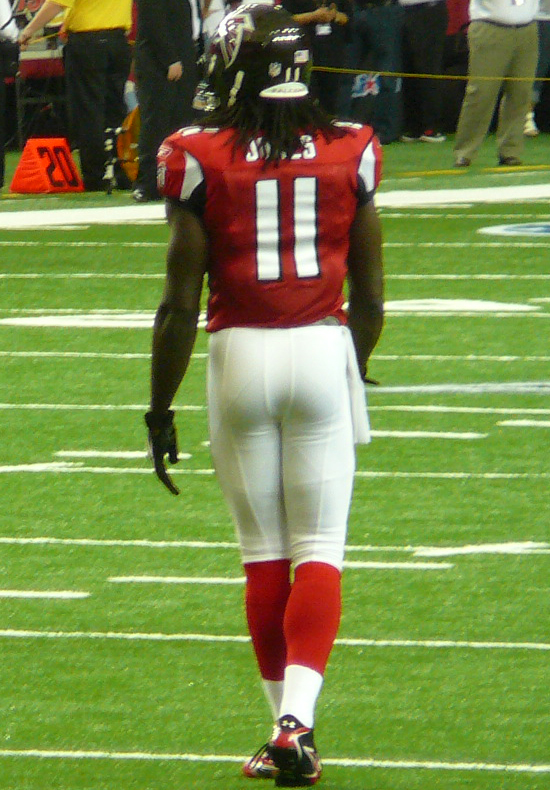
Jones nel 2011.

Nel debutto stagionale, Jones disputò una grande partita nella netta vittoria per 40-24 sui Kansas City Chiefs ricevendo 6 passaggi per 108 yard e segnando 2 touchdown. Nel turno successivo, i Falcons vinsero ancora contro i Denver Broncos: Julio ricevette però solamente 4 passaggi per 14 yard. Nel turno successivo, i Falcons vinsero ancora contro i San Diego Chargers: Jones ricevette 67 yard e segnò un touchdown.
Con la vittoria sui Washington Redskins i Falcons partirono per la prima volta con un record di 5-0 in 46 anni di storia: Jones contribuì ricevendo 94 yard e segnando un touchdown. Con un'altra vittoria all'ultimo secondo sugli Oakland Raiders, Atlanta si mantenne imbattuta nella settimana 6: Jones ricevette 4 passaggi per 63 yard.
Dopo il turno di pausa, nella settimana 8 i Falcons rimasero imbattuti superando agevolmente i Philadelphia Eagles con Jones che giocò alla grande ricevendo 123 yard e segnando un touchdown. Atlanta diede seguito alla sua corsa da imbattuta superando i Cowboys nella settimana 9 con Jones che ricevette 129 yard.

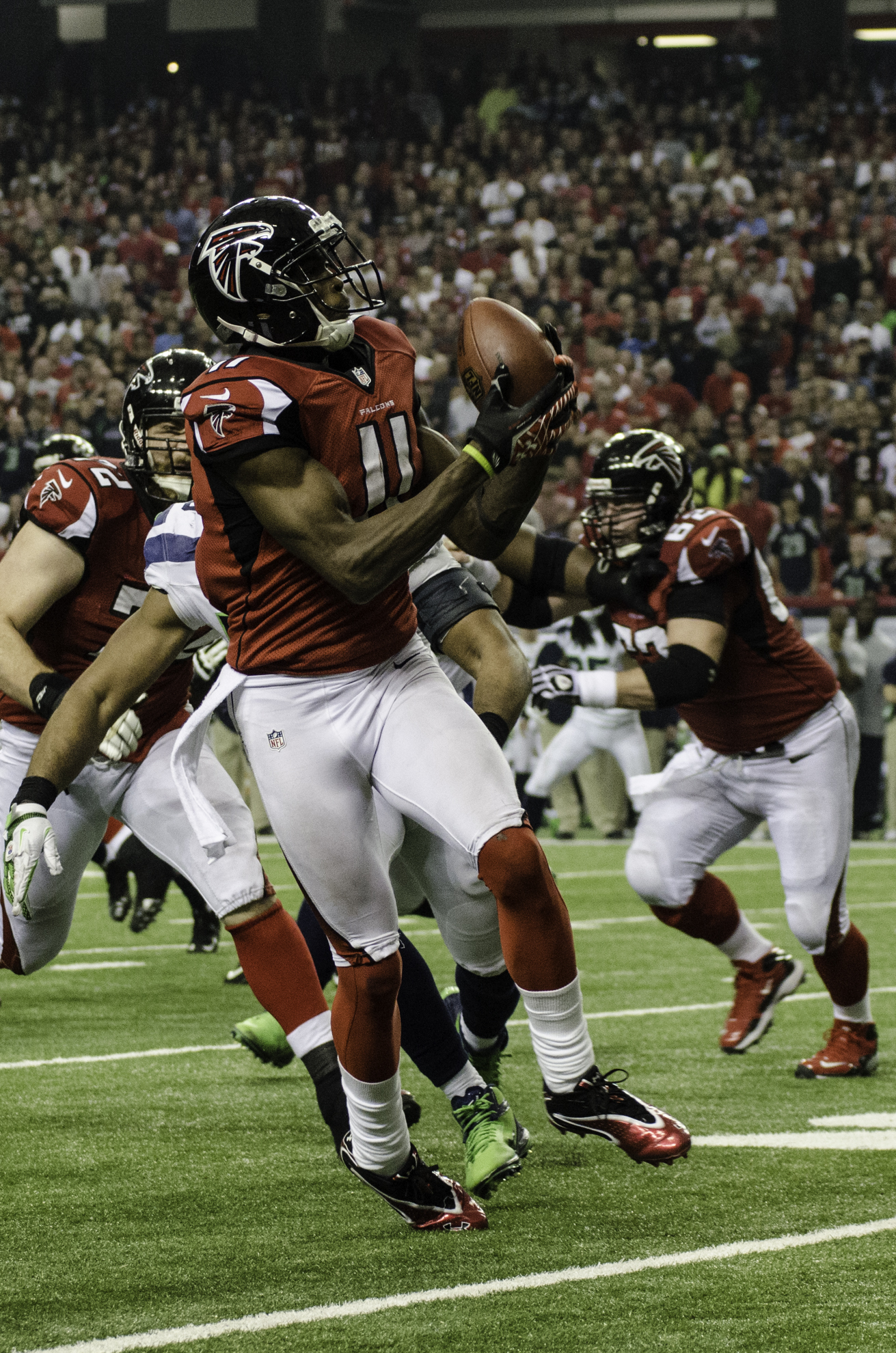
Jones nei playoff 2012-2013.

Nella settimana 10, 75 yard ricevute dal giocatore non furono sufficienti ai Falcons per evitare la prima sconfitta stagionale in casa dei Saints. Nel dodicesimo turno di campionato, Atlanta superò i Tampa Bay Buccaneers con Jones che giocò un'ottima partita ricevendo 147 yard e segnando un touchdown.
Jones e i Falcons persero la seconda gara stagione contro i Panthers nel 14º turno di campionato malgrado un touchdown e 66 ricevute dal giocatore. Nella settimana 15 i Falcons giocarono una prestazione di alto livello battendo 34-0 i Giants con Jones che segnò due touchdown
Il sabato successivo, battendo i Detroit Lions i Falcons si aggiudicarono il miglior record della NFC e la possibilità di avanzare direttamente al secondo turno dei playoff. Julio ricevette 71 yard e segnò un touchdown con la ricezione più spettacolare della serata. Quattro giorni dopo, fu convocato per il primo Pro Bowl in carriera.
Il 13 gennaio 2013, i Falcons vinsero nel divisional round dei playoff contro i Seattle Seahawks con Jones che ricevette 59 yard. La corsa del club si interruppe nella finale della NFC contro i San Francisco 49ers malgrado un vantaggio iniziale di 17-0 per Atlanta. Jones tuttavia giocò una grande gara, stabilendo con 182 yard ricevute il nuovo record di franchigia in una gara di playoff e segnando due touchdown. A fine anno fu posizionato al numero 26 nella classifica dei migliori cento giocatori della stagione.

#### Stagione 2013
Jones aprì la stagione 2013 ricevendo 76 yard e segnando un touchdown nella sconfitta contro i Saints. Un altro touchdown su una ricezione da 81 yard (un nuovo primato personale) lo segnò nella vittoria della settimana seguente contro i Rams in cui terminò con 182 yard ricevute. Nel Monday Night Football della settimana 5 contro i New York Jets subì un infortunio al piede che lo costrinse a perdere tutto il resto della stagione. Senza il suo miglior ricevitore, Atlanta precipitò a un record di 4-12, la prima annata con un record negativo dal 2007.

#### Stagione 2014
Tornato in campo nella settimana 1 della stagione 2014, la presenza di Jones per i Falcons si fece subito sentire, guidando la sua squadra con 7 ricezioni per 116 yard nella vittoria ai supplementari contro una delle squadre favorite per il titolo, i Saints. Il primo touchdown lo segnò la settimana successiva ma Atlanta fu sconfitta dai Cincinnati Bengals. Nel Thursday Night della settimana 3, i Falcons inflissero ai Buccaneers una delle peggiori sconfitte della storia della franchigia vincendo per 56-14 una gara in cui Jones ricevette 161 yard e segnò due touchdown. Dopo quella gara però, Atlanta rimase a secco di vittorie per cinque partite, finché tornò a battere proprio i Bucs nel decimo turno, con 8 ricezioni per 119 yard di Jones. Nella settimana 13, sotto la marcatura diretta del cornerback più pagato della lega, Patrick Peterson, ricevette dieci passaggi per l'allora record personale di 189 yard, segnando anche un touchdown nella vittoria di Atlanta su Arizona che in quel momento era in possesso del miglior record della NFC.

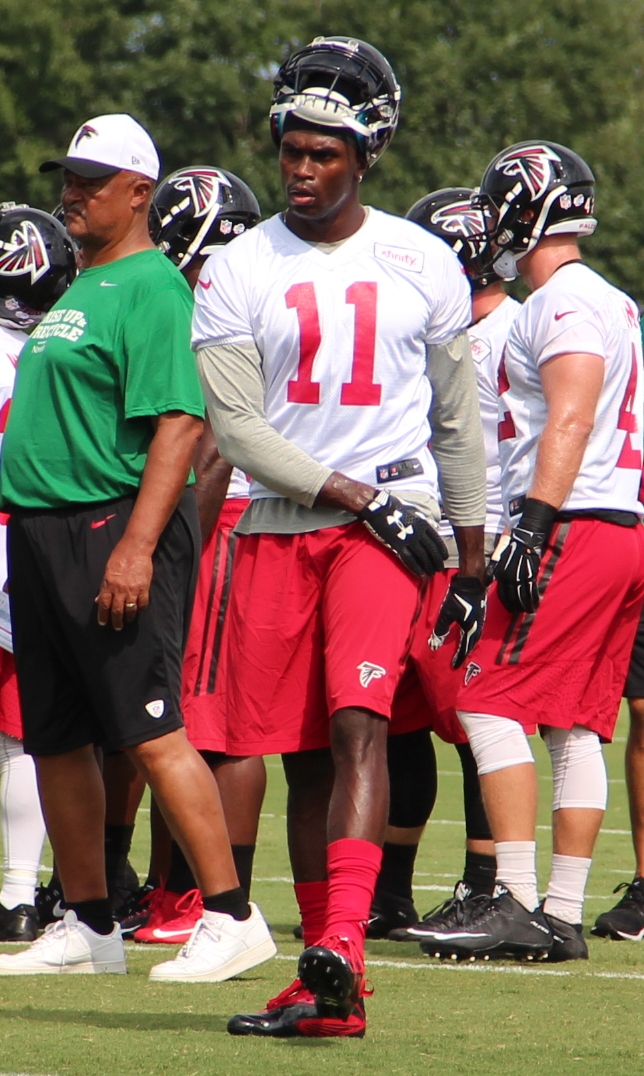
Jones nel training camp 2015.

Nel Monday Night della settimana 14, al Lambeau Field contro i Packers, Jones ricevette undici passaggi per un record di franchigia di 259 yard (con un touchdown) ma fu costretto ad uscire a causa di un problema all'anca nel finale del quarto periodo mentre i Falcons stavano tentando l'ultimo assalto per recuperare otto punti ai padroni di casa. Con quella prestazione arrivò a quota 1.428 yard ricevute in stagione, superando il primato dei Falcons di 1.389 stabilito da Roddy White nel 2010. La settimana successiva, a causa di tale infortunio, non riuscì mai ad allenarsi, venendo costretto a saltare la gara del quindicesimo turno contro gli Steelers. Tornò in campo sette giorni dopo guidando Atlanta a una fondamentale vittoria sui Saints con 7 ricezioni per 107 yard. La sua stagione si chiuse al terzo posto nella NFL con 104 ricezioni e 1.593 yard ricevute oltre a 6 touchdown, venendo convocato per il secondo Pro Bowl in carriera.

#### Stagione 2015
Il 29 agosto 2015, Jones firmò coi Falcons un rinnovo contrattuale quinquennale del valore di 71,25 milioni di dollari, inclusi 47 milioni garantiti. Nella prima gara della stagione segnò subito due touchdown, oltre a 141 yard ricevute, nella vittoria del Monday Night sugli Eagles che gli valsero il premio di miglior giocatore offensivo della NFC della settimana. Sei giorni dopo pareggiò il record di franchigia con 13 ricezioni per 135 yard nella vittoria sui Giants. Per il terzo turno consecutivo, in casa dei Cowboys, Jones superò le cento yard ricevute, terminando con 164 e 2 touchdown nella vittoria che mantenne i Falcons imbattuti. Le sue 34 ricezioni nelle prime tre giornate furono un nuovo record NFL. Quattro giorni dopo fu premiato come giocatore offensivo della NFC del mese.
Dopo quattro gare a secco, Jones tornò a segnare nel settimo turno contro i Titans, nella vittoria che portò Atlanta su un record di 6-1. Sette giorni dopo segnò il touchdown del pareggio contro i Buccaneers a 17 secondi dal termine, ma Atlanta fu poi sconfitta ai supplementari, malgrado le sue 162 yard ricevute. Fu la prima di sei sconfitte consecutive dei Falcons, in cui il giocatore, pur continuando ad accumulare diverse yard su ricezione, non riuscì ad andare a segno. Il ritorno al touchdown coincise con quello alla vittoria di Atlanta, nella settimana 15 in casa dei Jaguars, in cui batté il record stagionale di franchigia del compagno Roddy White di 115 ricezioni nel 2010, arrivando a quota 118. Sette giorni dopo, Jones ricevette 178 yard, incluso il decisivo touchdown da 70 yard nel quarto periodo, con i Falcons che si presero la soddisfazione di battere i precedentemente imbattuti Panthers, rovinando il loro tentativo di concludere una stagione perfetta. Per la seconda volta in stagione dopo quella partita fu premiato come giocatore offensivo della NFC della settimana.

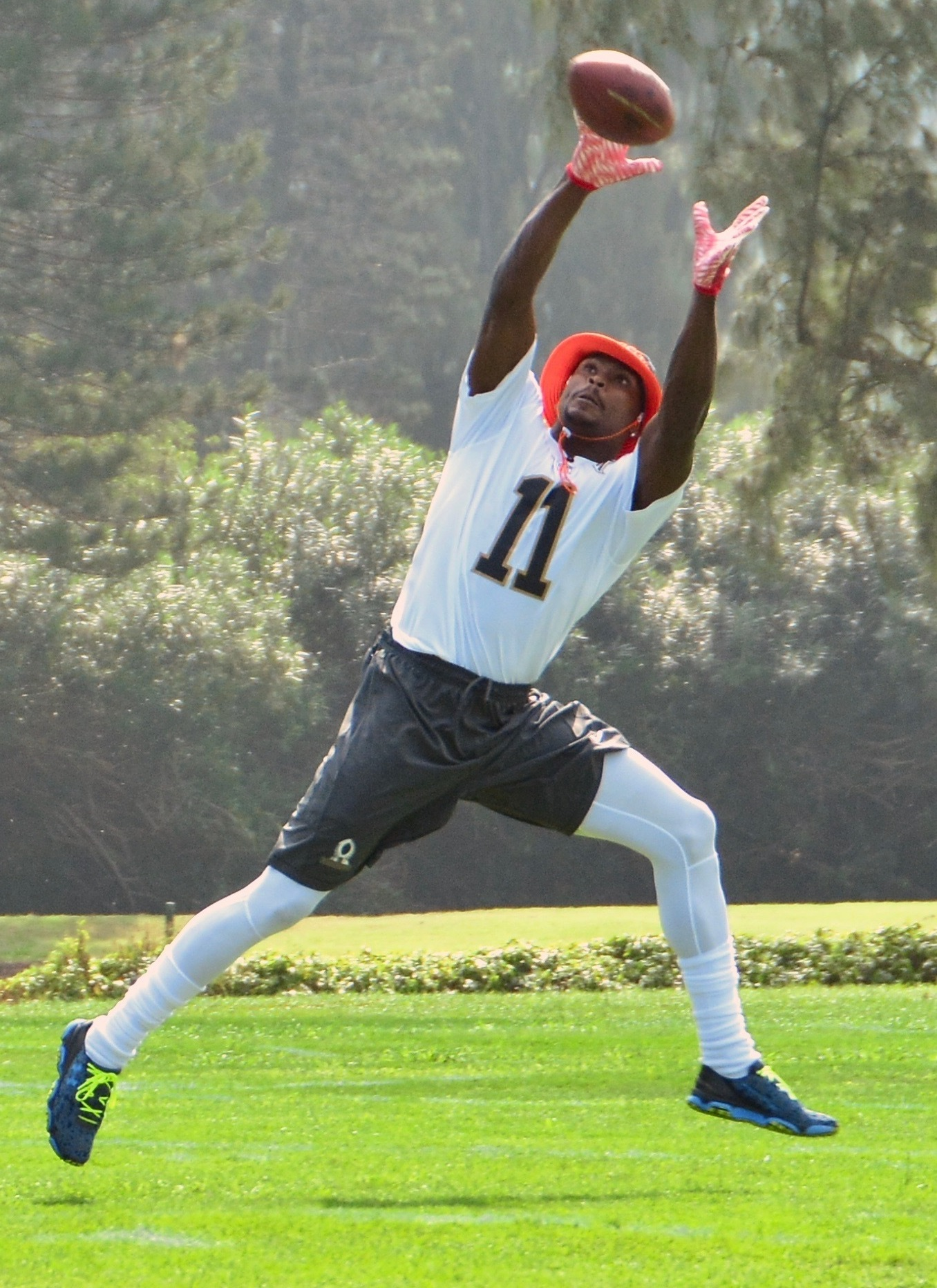
Una ricezione di Jones durante l'allenamento per il Pro Bowl 2016

Nell'ultimo turno della stagione regolare, Jones ricevette 9 passaggi per 149 yard che lo portarono a concludere con i due secondi migliori risultati stagionali di tutti i tempi: 136 furono i passaggi ricevuti (dopo i 143 di Marvin Harrison) e 1.871 le yard guadagnate su ricezione (dietro le 1.964 di Calvin Johnson). A fine stagione, Jones fu convocato per il terzo Pro Bowl in carriera ed inserito nel First-team All-Pro.

#### Stagione 2016
Nella settimana 4, Jones divenne il sesto giocatore della storia della NFL a ricevere 300 yard in una partita nella vittoria sui Panthers. Inoltre, assieme al quarterback Matt Ryan divennero la prima coppia di giocatori con 500 yard passate e 300 ricevute nella stessa gara. Per quella prestazione fu premiato per la terza volta come miglior giocatore offensivo della NFC della settimana. A fine stagione fu convocato per il quarto Pro Bowl in carriera e inserito nel First-team All-Pro dopo essersi classificato al secondo posto della lega con 1.409 yard ricevute, malgrado due gare saltate per infortunio.
Nel divisional round dei playoff, Jones segnò un touchdown su ricezione nella vittoria su Seattle. Nella finale della NFC, malgrado un infortunio subito nel turno precedente, ricevette 180 yard e 2 touchdown nella vittoria sui Green Bay Packers che riportò i Falcons al Super Bowl dopo la loro unica partecipazione, avvenuta nel 1998. Il 5 febbraio 2017 partì come titolare nel Super Bowl LI in cui i Falcons furono battuti ai tempi supplementari dai New England Patriots dopo avere sprecato un vantaggio di 28-3 a tre minuti dal termine del terzo quarto. La sua gara terminò con 4 ricezioni (su quattro volte che Matt Ryan passò nella sua direzione) per 87 yard.

#### Stagione 2017

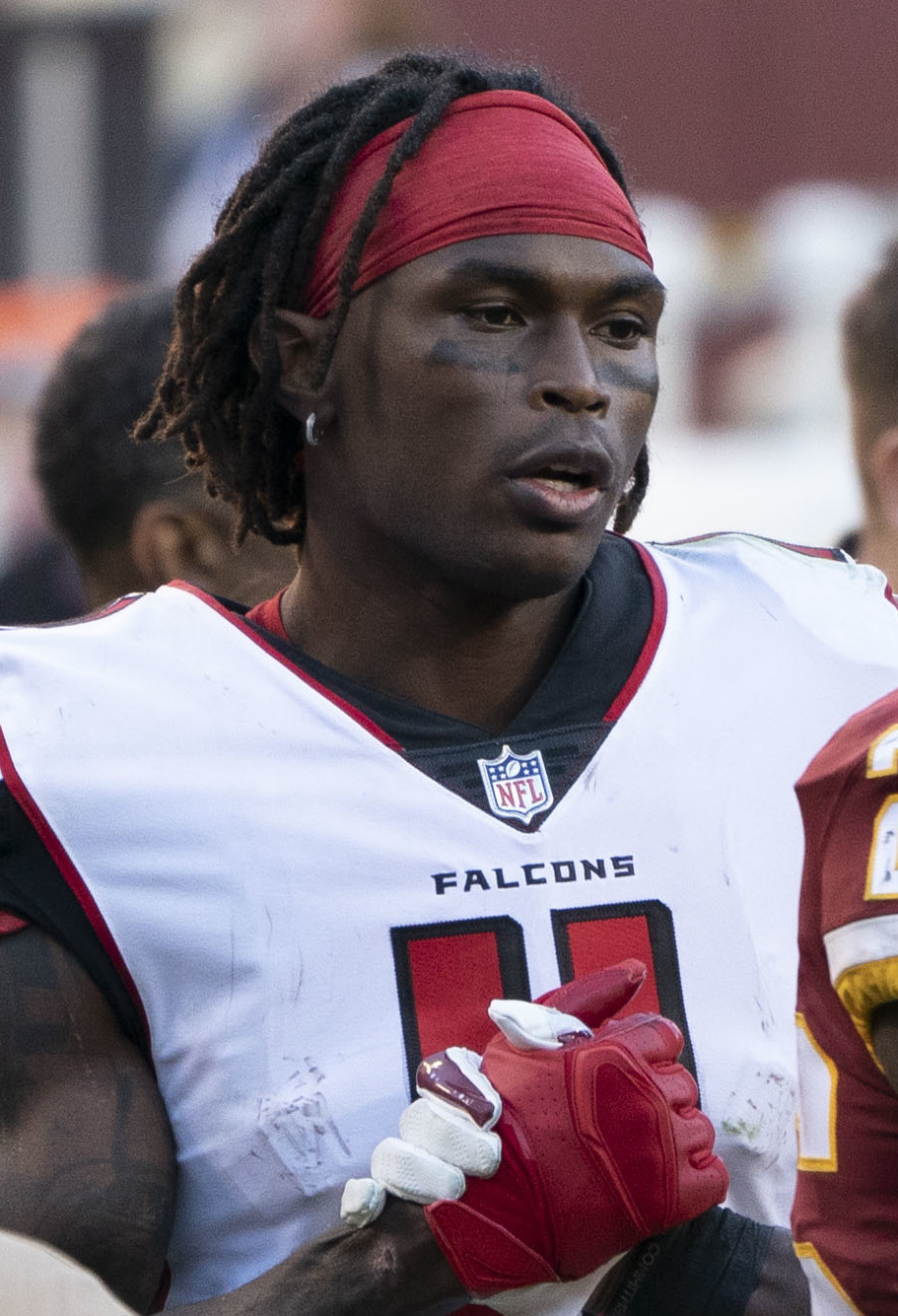
Jones nel novembre 2018

Nel primo turno della stagione 2017 Jones divenne il giocatore più rapido della storia a toccare 500 ricezioni in carriera, 80 partite. Rimase però a secco di touchdown fino alla settima partita, quando andò a segnò nella rivincita del Super Bowl in casa dei Patriots ma Atlanta perse la terza gara consecutiva. Tornò a segnare nel dodicesimo turno, quando fece registrare un massimo stagionale di 253 yard ricevute e 2 touchdown nella vittoria sui Buccaneers che gli valsero il premio di giocatore offensivo della NFC della settimana. Nel penultimo turno superò per la quarta volta consecutiva le 1.300 yard stagionali, la seconda striscia più lunga di tutti i tempi alla pari con Marvin Harrison e Demaryius Thomas. Sette giorni dopo divenne il giocatore più rapido della storia (95 partite) a ricevere 9.000 yard. A fine stagione fu convocato per il suo quinto Pro Bowl e inserito nel Second-team All-Pro dopo essersi classificato secondo nella NFL con 1.444 yard ricevute. I Falcons fecero ritorno ai playoff con un record di 10-6 e nel primo turno vinsero in casa dei Los Angeles Rams dove Jones ricevette 94 yard e un touchdown. La corsa verso il ritorno al Super Bowl si interruppe la settimana successiva in casa dei Philadelphia Eagles, dove Jones guidò la squadra con 9 ricezioni per 101 yard.

#### Stagione 2018
Pur guidando la lega con 116,5 yard ricevute a partita a metà stagione, Jones dovette aspettare sino al nono turno per segnare il primo touchdown, nella vittoria esterna sui Redskins. Sette giorni dopo divenne il giocatore più rapido della storia a raggiungere le 10.000 yard ricevute in carriera: 104 partite contro le 115 di Calvin Johnson. A fine stagione fu convocato per il suo sesto Pro Bowl e inserito nel Second-team All-Pro dopo avere guidato la NFL con 1.677 yard ricevute.

#### Stagione 2019

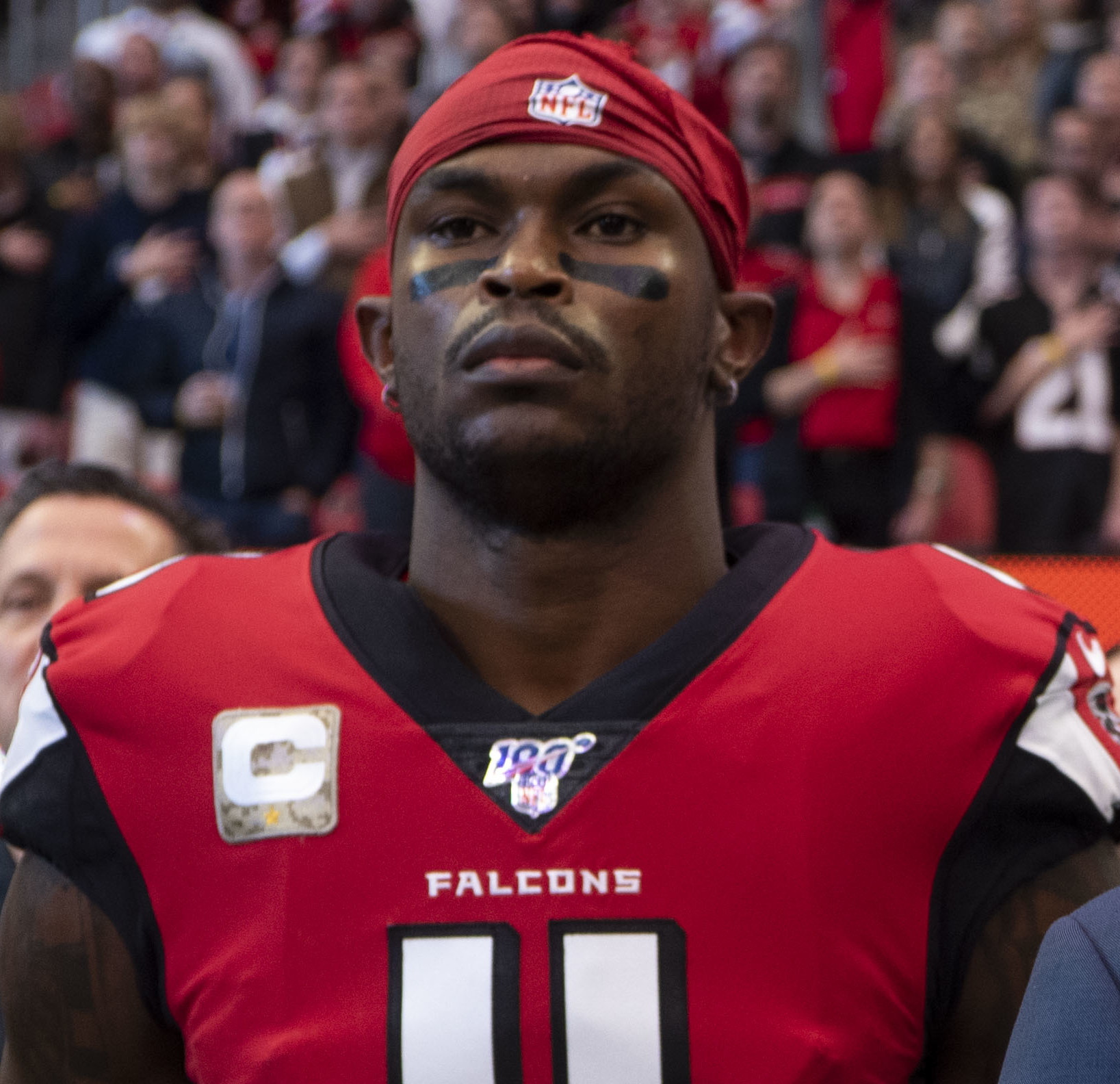
Jones nel 2019

Un giorno prima dell'inizio della stagione, e dopo lunghe negoziazioni, Jones rinnovò il suo contratto per altri tre anni a 66 milioni di dollari, diventando così il ricevitore più pagato della NFL. Nel quindicesimo turno, con 134 yard ricevute e 2 touchdown Jones trascinò i Falcons alla vittoria sui favoriti San Francisco 49ers. A fine stagione fu convocato per il suo settimo Pro Bowl e inserito nel Second-team All-Pro dopo avere ricevuto 1.394 yard (secondo nella NFL) e 6 touchdown.

#### Stagione 2020
I Falcons iniziarono la stagione 2020 perdendo tutte le prime cinque gare, portando al licenziamento dell'allenatore Dan Quinn. Nella settimana 4 contro i Green Bay Packers nel Monday Night Football, Jones fece registrare 4 ricezioni per 32 yard prima di uscire per un infortunio al tendine del ginocchio. In quella partita divenne il leader di tutti i tempi dei Falcons per ricezioni in carriera, superando Roddy White. La prima vittoria, nel sesto turno contro i Vikings, coincise con i primi due touchdown stagionali di Jones.

### Tennessee Titans

#### Stagione 2021
Il 6 giugno 2021 i Falcons scambiarono Jones e una scelta del sesto giro del Draft 2023 con i Tennessee Titans per una scelta del secondo giro del Draft 2022 e una del quarto giro del Draft 2023. Nella settimana 2 divenne il più rapido giocatore a ricevere 13.000 yard, riuscendovi in 137 gare. Il precedente primato di 154 gare era detenuto da Jerry Rice. Nel turno successivo invece non scese in campo a causa di un infortunio.

### Tampa Bay Buccaneers

#### Stagione 2022
Il 26 luglio 2022 firmò un contratto annuale con i Tampa Bay Buccaneers. Nel primo turno di playoff segnò un touchdown su passaggio di Tom Brady ma i Bucs furono eliminati dai Dallas Cowboys.

### Philadelphia Eagles
Il 17 ottobre 2023 Jones firmó un contratto di un anno con i Philadelphia Eagles.
Dopo essere rimasto senza squadra per tutta la stagione 2024, il 5 aprile 2025 Jones annunciò il proprio ritiro.

## Palmarès

### Franchigia
- National Football Conference Championship: 1

Atlanta Falcons: 2016

### Individuale
- Convocazioni al Pro Bowl: 7

2012, 2014, 2015, 2016, 2017, 2018, 2019
- First-team All-Pro: 2

2015, 2016
- Second-team All-Pro: 3

2017, 2018, 2019
- Giocatore offensivo della NFC del mese: 1

settembre 2015
- Giocatore offensivo della NFC della settimana: 4

1ª e 16ª del 2015, 5ª del 2016, 12ª del 2017
- Rookie offensivo del mese: 1

dicembre 2011
- Leader della NFL in yard ricevute: 2

2015, 2018
- PFWA All-Rookie Team - 2011
- Club delle 10.000 yard ricevute in carriera
- Formazione ideale della NFL degli anni 2010

## Statistiche

### Stagione regolare
| Legenda   | Legenda           |
| --------- | ----------------- |
|           | Leader della lega |
| Grassetto | Max in carriera   |

| 2011  | ATL   | 13 | 5  | 95  | 54  | 959   | 17,8 | 80T | 8  |
| 2012  | ATL   | 16 | 15 | 128 | 79  | 1.198 | 15,2 | 80T | 10 |
| 2013  | ATL   | 5  | 5  | 59  | 41  | 580   | 14,1 | 81T | 2  |
| 2014  | ATL   | 15 | 15 | 163 | 104 | 1.593 | 15,3 | 79  | 6  |
| 2015  | ATL   | 16 | 16 | 203 | 136 | 1.871 | 13,8 | 70T | 8  |
| 2016  | ATL   | 14 | 14 | 129 | 83  | 1.409 | 17,0 | 75T | 6  |
| Fonte | Fonte | 77 | 76 | 761 | 486 | 7.454 | 15,3 | 81T | 40 |